# Aphis reticulata
Aphis reticulata är en insektsart som beskrevs av Wilson 1915. Aphis reticulata ingår i släktet Aphis och familjen långrörsbladlöss. Inga underarter finns listade i Catalogue of Life.